# あなたの笑顔は世界で一番美しい
あなたの笑顔は世界で一番美しい（あなたのえがおはせかいでいちばんうつくしい）は、2011年11月2日に発売された若旦那の1作目のオリジナルアルバム。発売元はTank Top Records。

## 概要
- ソロ活動が始まって初のオリジナルアルバム。
- シングル楽曲4曲と新曲2曲に、INFINITY16の楽曲2曲、自身がプロデュースした楽曲、自身が手掛けた楽曲のプロデューサーズバージョンなどを収録。ベストアルバムに近い内容となっている。
- さだまさしの楽曲のカバーである「雨やどり」のPVには、女優の辺見えみりが出演している。
- DVDにはPV5曲に加え、「TASUKI」の別バージョンPVとインタビューを収録。

## 収録曲

### CD
1. 青空
（作詞・作曲：若旦那 / 編曲：橘井健一、大沢伸一、CHIKA）
2ndシングルの2曲目。
2. 守るべきもの
（作詞・作曲：若旦那 / 編曲：若旦那、橘井健一、CHICA (CHICA meets SOULFIRE)）
1stシングル
3. 伝えたい事がこんなあるのに feat. JAY'ED Track by INFINITY16
（作詞・作曲：若旦那、JAY'ED、INFINITY16 / 編曲：橘井健一）
INFINITY16のシングル。
4. TASUKI
（作詞・作曲：若旦那 / 編曲：大沢伸一）
2ndシングルの1曲目。
5. LALALA with 加藤ミリヤ
（作詞：若旦那、Miliyah / 作曲：若旦那、Miliyah、MINMI / 編曲：MINMI）
加藤ミリヤへのプロデュース楽曲。
6. 愛してる Track by INFINITY16
（作詞：若旦那 / 作曲：若旦那、橘井健一 / 編曲：INFINITY16、橘井健一、CHIKA Strings）
INFINITY16のシングル。
7. 信じろ
（作詞・作曲：若旦那 / 編曲：若旦那、橘井健一）
第27回東日本女子駅伝大会応援ソング。
8. Toy box(Producer's Hip-Hop Version)
（作詞・作曲：若旦那 / 編曲：RED-T）
JAY'EDへのプロデュース楽曲のセルフカバー。
9. 月の光が俺たちを照らして
（作詞：若旦那 / 作曲：若旦那、Seiji“Junior”Kawabata、Mar-D / 編曲：Seiji“Junior”Kawabata、Mar-D）
10. 気合いだ feat. RED RICE(from 湘南乃風)
（作詞：若旦那、RED RICE / 作曲：若旦那、RED RICE、INFINITY16）
「無限十六 vol.1 -R.A.W.-」収録。
11. 何かひとつ(Producer's Acoustic Version)
（作詞・作曲：若旦那 / 編曲：若旦那、橘井健一）
JAMOSAへのプロデュース楽曲のセルフカバー。
12. 雨やどり
（作詞・作曲：さだまさし / 編曲：若旦那、橘井健一、CHICA (CHICA meets SOULFIRE)）
さだまさしの楽曲のカバー。本作のリードトラック曲にもなっている。
13. いのち〜桜の記憶〜
（作詞・作曲：若旦那 / 編曲：Henry Hey）
配信シングル。

### DVD
1. いのち〜桜の記憶〜 / Music Video
2. 守るべきもの / Music Video
3. TASUKI / Music Video(7 Tasuki Story Version)
4. 青空 / Music Video

- 【Special Bonus Video】

1. 雨やどり / Music Video
2. TASUKI / Music Video (Wakadanna Version)
3. Interview Video 2010-2011